# Леся (серіал, 2022)
Леся - український романтичний серіал 2022 року. 

## Сюжет
Серіал про ведучу Лесю Нікітюк, де вона грає саму себе. Головна сюжетна лінія – пошук коханого для персонажа відомої білявки.

## У ролях
- Леся Нікітюк,
- Богдан Юсипчук[4]